# Cabixi
Cabixi è un comune del Brasile nello Stato di Rondônia, parte della mesoregione del Leste Rondoniense e della microregione di Colorado do Oeste.